# Johanna Braddy
Johanna Elizabeth Braddy (Atlanta, 30 agosto 1987) è un'attrice statunitense.

## Biografia
Johanna nasce ad Atlanta, figlia di Jo Beth (nata Collins), un'insegnante di musica, e Steve Braddy, un ingegnere. Ha un fratello, Braddy Cole, che è di otto anni più giovane. Braddy ha antenati inglesi e olandesi. Ha frequentato il McIntosh High School a Peachtree City, Georgia, nella quale è stata anche il capitano delle cheerleader, diplomandosi nel 2005.

## Carriera
Il film di debutto è stato Pop Rocks nel ruolo di Olivia Harden. Il suo debutto in televisione è stato con Avatar: The Last Airbender nel ruolo della principessa Yue. Sta ancora lavorando su due film: Whore, e American Primitive, ed è già apparsa in altri ruoli, come in Surf's Up, Broken Bridges, Home of the Giants, The Oaks e molti altri film per il cinema, per l'Home video e per la televisione, tra cui Greek - La confraternita. Fra le sue altre interpretazioni vi sono quella di Lisa in The Grudge 3, quella in Drake e Josh, quella in Cold Case e quella nel 2010 in Easy Girl.
Dal 2012 al 2014 è stata impegnata nella webserie Video Game High School.

## Vita personale
Vive a Montréal. Si è sposata nel novembre 2012 con il collega Josh Blaylock, conosciuto alle audizioni di VGHS.
Il 27 giugno 2015 Braddy annuncia su Twitter la fine del suo matrimonio. Nello stesso periodo inizia a frequentare il collega Freddie Stroma, conosciuto sul set di UnREAL, i due si fidanzano nel maggio del 2016.. I due sono convolati a nozze il 30 dicembre 2016 ad Atlanta, città natale dell'attrice.

## Filmografia parziale

### Cinema
- Broken Bridges, regia di Steven Goldmann (2006)
- Surf's Up - I re delle onde, regia di Ash Brannon e Chris Buck (Surf's Up, 2007)
- Home of the Giants, regia di Rusty Gorman (2007)
- Penny Dreadful, regia di Todd Sullivan (2007)
- Danny Fricke (2008)
- American Primitive, regia di Gwen Wynne (2008)
- Whore, regia di Thomas Dekker (2008)
- The Grudge 3, regia di Toby Wilkins (2009)
- Hurt, regia di Barbara Stepansky (2009)
- Easy Girl (Easy A, 2010)
- Paranormal Activity 3, regia di Henry Joost (2011)
- Born to Race, regia di Alex Ranarivelo (2011)
- The Collection, regia di Marcus Dunstan (2012)
- Video Game High School (Jenny Matrix, 2012)
- The Levenger Tapes, regia di Mark Edwin Robinson (2013)
- Run the Tide - Inseguendo un sogno (Run the Tide), regia di Shoham Mehta (2016)

### Televisione
- Pop Rocks – Film ABC Family - Olivia Harden (2004)
- Surface - Mistero dagli abissi - Serie tv, episodio "Pilota" - Lisa (2005)
- Avatar: The Last Airbender - Serie TV, 5 episodi - Principessa Yue (2005)
- Cold Case - Delitti irrisolti - Serie TV, episodio 4x16 (2007), cameo - Hilary West
- The Riches  - Serie TV, 6 episodi - Tammy Simms (2007)
- Drake & Josh - Serie TV, episodio "Dance Contest" - Emily (2007)
- Samantha chi? - Serie TV, episodio: "The Restraining Order" - Samantha adolescente (2007)
- The Oaks Young - Serie TV, episodio "Pilota" - Jessica (2008)
- Danny Fricke - Serie TV, episodio "Pilota" - Jennifer Stockwell (2008)
- Lie to Me - Serie TV, episodio "Pilota" - Jacquelin Mathis (2009)
- Greek - La confraternita - Serie TV, 15 episodi - Jordan Reed (2009)
- A Marriage Sophie - Serie TV, episodio "Pilota" - Jessica (2009)
- Southland - Serie TV, 2 episodi - Olivia Sherman (2009)
- Detroit 1-8-7 - Serie TV, cameo - Elizabeth Fadden (2010)
- CSI: Miami - Serie TV, cameo - Lucy Strickland (2010)
- Leverage - Consulenze illegali - Serie TV, cameo - Hayley Beck (2011)
- Amici di letto - Serie TV, cameo - Grace (2011)
- Criminal Minds - Serie TV, cameo - Tammy Bradstone (2011)
- CSI - Scena del crimine - Serie TV, cameo - Carly Green (2012)
- Suburgatory - Serie TV, cameo - Leslie (2013)
- Terapia d'urto (serie televisiva) - Serie TV, cameo - Cindy Luck (2013)
- Hit the Floor - Serie TV, 5 episodi - Mia Sertner (2013)
- Perception - Serie TV, 2 episodi -  Ashley Damlison (2013)
- Shameless - Serie TV, cameo - Shelley (2014)
- UnREAL - Serie TV - Anna Martin (2015)
- Quantico - serie TV, 50 episodi (2015-2018) - Shelby Wyatt

## Doppiatrici italiane
Nelle versioni in italiano delle opere in cui ha recitato, Johanna Braddy è stata doppiata da:
- Francesca Manicone in Cold Case - Delitti irrisolti
- Domitilla D'Amico in Leverage - Consulenze illegali
- Monica Vulcano in Lie To Me
- Valentina Mari in Greek - La confraternita
- Letizia Ciampa in Criminal Minds
- Elena Morara in CSI - Scena del crimine
- Gemma Donati in Quantico
- Veronica Puccio in Law & Order - Unità vittime speciali
- Valentina Favazza in Chicago Med